# 3-Pentin-2-ol
3-Pentin-2-ol ist eine chemische Verbindung aus der Gruppe der Alkohole mit einer zusätzlichen C≡C-Dreifachbindung.

## Isomerie
3-Pentin-2-ol ist eine chirale Verbindung mit einem Stereozentrum am C2-Atom. Folglich existieren die zwei enantiomeren Formen (R)-3-Pentin-2-ol und (S)-3-Pentin-2-ol. Wird in diesem Artikel oder auch an anderer Stelle von 3-Pentin-2-ol gesprochen, ist meist ein 1:1-Gemisch der beiden Enantiomeren, welches als Racemat bezeichnet wird, gemeint.
| Stereoisomere von 3-Pentin-2-ol |                      |                   |
| Name                            | (R)-3-Pentin-2-ol    | (S)-3-Pentin-2-ol |
| Andere Namen                    | (+)-3-Pentin-2-ol    | (–)-3-Pentin-2-ol |
| Strukturformel                  |                      |                   |
| CAS-Nummer                      | 57984-70-0           | 90242-65-2        |
| CAS-Nummer                      | 27301-54-8 (unspez.) |                   |
| PubChem                         | 10313061             | 11137086          |
| PubChem                         | 141344 (unspez.)     |                   |
| Wikidata                        | Q82253546            | Q72500365         |
| Wikidata                        | Q81307649 (unspez.)  |                   |

## Gewinnung und Darstellung
3-Pentin-2-ol kann durch biotechnologische Synthese aus 3-Pentin-2-ol-Estern gewonnen werden.

## Eigenschaften
3-Pentin-2-ol ist eine farblose Flüssigkeit.